# Quartier La Neuvillette - Trois-Fontaines

Les douze conseils de quartiers de Reims
Barbâtre - Saint-Remi - Verrerie
Bois d'Amour - Porte de Paris - Courlancy
Centre-ville
Cernay Jamin - Jean Jaurès - Épinettes
Clairmarais - Charles Arnould
Châtillons
Chemin Vert - Europe
Croix-Rouge - Hauts de Murigny
La Neuvillette - Trois-Fontaines
Laon Zola - Neufchâtel - Orgeval
Maison-Blanche - Sainte-Anne - Wilson
Murigny

Le quartier La Neuvillette - Trois-Fontaines se situe au nord de Reims. 

## Description
Le quartier comprend des zones d'habitat et contient le parc Marcel Lemaire et un parcours de santé. 

### Situation
Le quartier se situe au nord de la ville, il est entouré par les quartiers Laon Zola - Neufchâtel - Orgeval au sud-est et Clairmarais - Charles Arnould au sud-ouest. La Neuvillette est situé sur la N44, entre Reims et Saint-Thierry.

## Historique

### La Neuvillette
La Neuvillette avant d’être rattaché à Reims en 1970 comptait moins de 100 habitants et n'était qu'une commune agricole, elle accueillit une zone d'activité commerciale de 97 hectares. Le quartier compte 6 332 habitants soit environ 3,5 % de la population de Reims.

### Trois-Fontaines
La toponymie de Trois-Fontaines est due à ce secteur qui accueillait trois sources d'un ruisseau qui alimente la Vesle, affluent de rive gauche de l'Aisne. Le quartier a vu sa population augmenter avec la création de zone pavillonnaire et de tours d'habitation dans les années 1960.